# HD 138341
HD 138341，又名BD+31 2742，SAO 64736、HR 5760，是一颗恒星，视星等为6.46，位于銀經49.5，銀緯55.25，其B1900.0坐标为赤經15h 26m 20s，赤緯+31° 55.25′ 43″。